# Melipotes
Melipotes là một chi chim trong họ Meliphagidae.